# Adonisea ciliata
Adonisea ciliata là một loài bướm đêm trong họ Noctuidae.